# Wonsheim
Wonsheim é um município da Alemanha localizado no distrito (Kreis ou Landkreis) de Alzey-Worms, na associação municipal de Verbandsgemeinde Wöllstein, no estado da Renânia-Palatinado.